# Monkey Business Tour
A Monkey Business Tour foi uma turnê do grupo norte-americano The Black Eyed Peas. A turnê era para divulgar o quarto álbum de estúdio da banda, Monkey Business. Detalhes do Tour foram anunciados no site oficial do grupo ao longo de Junho e Julho de 2006. Datas da turnê foram anunciadas a partir do site oficial do Black Eyed Peas. Antes de iniciar a turnê, o grupo fez shows na América Latina em novembro de 2005. Eles voltaram durante a turnê. Essa fora a primeira vez que os Peas se apresentaram no Brasil. No Reveillon de 2006, o grupo fez uma ultima apresentação com um público estimado em 1 milhão de pessoas, sendo o maior da carreira do grupo.

## Set list
1. "Hey Mama"
2. "Hands Up"
3. "Disco Club"
4. "Dum Diddly"
5. "Joints & Jams"
6. "Don't Lie"
7. "Sweet Child o' Mine"
8. "Shut Up"
9. Taboo Freestyle
10. Apl.de.ap Freestlye
11. Will.i.am Freestyle
12. "No Woman, No Cry"
13. Fergie Freestyle
14. "London Bridge"
15. "Pump It"
16. "Where Is the Love?"
17. "Don't Phunk with My Heart"
18. "My Humps"
19. "Let's Get It Started"

## Datas
| Data                 | Cidade           | Local                           |
| América Latina       |                  |                                 |
| 15 de Novembro, 2005 | Cidade do México | Palacio de los Deportes         |
| 16 de Novembro, 2005 | Monterrey        | Arena Monterrey                 |
| 17 de Novembro, 2005 | San Juan         | Coliseo de Puerto Rico          |
| 18 de Novembro, 2005 | Bogotá           | Estádio El Campin               |
| 20 de Novembro, 2005 | Caracas          | Estádio Olímpico UCV            |
| 22 de Novembro, 2005 | Cidade do Panamá | Figali Convention Center        |
| Ásia                 |                  |                                 |
| 3 de Junho, 2006     | Tel Aviv         | Bloomfield Stadium              |
| 11 de Julho, 2006    | Osaka            | Osaka-jo Hall                   |
| 13 de Julho, 2006    | Tóquio           | Budokan Hall                    |
| 14 de Julho, 2006    | Tóquio           | Budokan Hall                    |
| 16 de Julho, 2006    | Hong Kong        | AsiaWorld Arena                 |
| 18 de Julho, 2006    | Pequim           | Expo Theatre                    |
| 20 de Julho, 2006    | Xangai           | Shanghai Indoor Stadium         |
| Europa               |                  |                                 |
| 22 de Julho, 2006    | Moscou           | Red Summer Festival             |
| Ásia                 |                  |                                 |
| 25 de Julho, 2006    | Taipei           | Taipei Soccer Stadium           |
| 27 de Julho, 2006    | Manila           | Araneta Coliseum                |
| 31 de Julho, 2006    | Bangkok          | IMPACT Arena                    |
| 2 de Agosto, 2006    | Mumbai           | MMRDA Grounds                   |
| 3 de Agosto, 2006    | Bangalore        | The Palace Grounds              |
| América do Norte     |                  |                                 |
| 14 de Agosto, 2006   | Honolulu, Havaí  | Neal Center                     |
| 24 de Agosto, 2006   | Mansfield        | Comcast Center                  |
| 25 de Agosto, 2006   | Wantagh          | Nikon at Jones Beach Theater    |
| 26 de Agosto, 2006   | Saratoga Springs | Performing and Arts Center      |
| 27 de Agosto, 2006   | Syracuse         | New York Stade Fair             |
| 29 de Agosto, 2006   | Holmdel          | PNC Bank Arts Center            |
| 30 de Agosto, 2006   | Allentown        | Great Allentown Fair            |
| 1 de Setembro, 2006  | Atlantic City    | Borgata Events Center           |
| 3 de Setembro, 2006  | Charlottetown    | Entertainment Centre            |
| 4 de Setembro, 2006  | Mount Pearl      | Pearlgate Concerts Grounds      |
| 5 de Setembro, 2006  | Portland         | Civic Center                    |
| 6 de Setembro, 2006  | Darien Center    | Darien Lake PAC                 |
| 8 de Setembro, 2006  | Glendale         | Cardinals Stadium               |
| 12 de Setembro, 2006 | Montreal         | Bell Centre                     |
| 13 de Setembro, 2006 | Ottawa           | Corel Centre                    |
| 14 de Setembro, 2006 | Uncasville       | Mohegan Sun Arena               |
| 16 de Setembro, 2006 | Farmington       | Woodland Resort                 |
| 23 de Setembro, 2006 | Chicago          | Charter One Pavilion            |
| 26 de Setembro, 2006 | Rapid City       | Plaza Civic Center              |
| 27 de Setembro, 2006 | Cedar Rapids     | U.S Celular Center              |
| 29 de Setembro, 2006 | Grand Folks      | Alerus Center                   |
| 30 de Setembro, 2006 | Winnipeg         | MTS Centre                      |
| 2 de Outubro, 2006   | Regina           | Brandt Centre                   |
| 3 de Outubro, 2006   | Calgary          | Pengrowth Saddledome            |
| 4 de Outubro, 2006   | Edmonton         | Rexall Place                    |
| 6 de Outubro, 2006   | Vancouver        | Pacific Coliseum                |
| 7 de Outubro, 2006   | Victoria         | Memorial Centre                 |
| América do Sul       |                  |                                 |
| 4 de Novembro, 2006  | Florianópolis    | El Divino Club                  |
| 5 de Novembro, 2006  | Curitiba         | Pedreira Paulo Leminski         |
| 8 de Novembro, 2006  | Porto Alegre     | Estacionamento do Fiergs        |
| 11 de Novembro, 2006 | São Paulo        | Anhembi                         |
| 12 de Novembro, 2006 | Belo Horizonte   | Mineirão                        |
| 14 de Novembro, 2006 | Brasilia         | Ginásio Nilson Nelson           |
| 17 de Novembro, 2006 | Santiago         | Estádio San Carlos de Apoquindo |
| 19 de Novembro, 2006 | Buenos Aires     | Club Ciudad                     |
| 31 de Dezembro, 2006 | Rio de Janeiro   | Praia de Ipanema                |